# Сашабуро
Сашабуро (груз. საშაბურო) — село в Грузії.
За даними перепису населення 2014 року в селі проживає 61 особа.